# هيرمان يندكفيست
هيرمان يندكفيست (بالسويدية: Herman Lindqvist) (و. 1943  م) هو صحفي، ومؤرخ، ومؤلف، وكاتب سويدي، ولد في ستوكهولم.

## وصلات خارجية
- هيرمان يندكفيست على موقع IMDb (الإنجليزية)
- هيرمان يندكفيست على موقع ميوزك برينز (الإنجليزية)
- هيرمان يندكفيست على موقع ديسكوغز (الإنجليزية)

- هيرمان يندكفيست في قاعدة بيانات الأفلام على الإنترنت